# Roland Thöni
Roland Thöni (* 17. Januar 1951 in Trafoi; † 4. April 2021 in Bozen) war ein italienischer Skirennläufer. Der Südtiroler war ab Anfang der 1970er Jahre im Skiweltcup aktiv. Zusammen mit seinem Cousin Gustav Thöni war er kurzzeitig einer der besten Slalomfahrer der Welt.

## Biografie
Thönis Stern ging im Februar 1971 auf, als er mit einem siebten Platz beim Slalom von Mürren sich erstmals unter den besten zehn eines Weltcuprennens platzieren konnte.
Die Saison 1971/72 wurde zu seiner besten. Bei den Olympischen Winterspielen in Sapporo gewann er im Slalom hinter dem Spanier Francisco Fernández Ochoa und seinem Cousin Gustav die Bronzemedaille. Einen Monat nach Ende der Spiele erlebte er seine stärkste Phase im Weltcup. Innerhalb von vier Tagen, vom 15. bis zum 18. März 1972, wurde er zunächst Achter und Dritter in der Abfahrt und im Riesenslalom von Gröden, ehe er bei den Spezialslaloms von Madonna di Campiglio (3-Tre-Rennen, er siegte damit auch in der diesbezüglichen Kombination) und Pra-Loup die beiden einzigen Weltcupsiege seiner Karriere einfuhr. Über Ostern 1972 (1.–3. April) gewann er den Slalom und die Kombination bei den Ätna-Skirennen. Im Jahr 1973 wurde er Italienischer Meister in der Abfahrt.
Danach wurde es stiller um ihn. In den folgenden Saisonen konnte er nie mehr ganz an diese Spitzenresultate anknüpfen. Nach den Olympischen Winterspielen 1976 in Innsbruck, bei denen er den 14. Rang in der Abfahrt belegte, beendete Thöni seine sportliche Laufbahn. Bis zu seinem Tod betrieb er in Sulden einen Skiverleih und war auch als Schäfer tätig.

## Weltcupsiege
| Datum         | Ort                  | Land       | Disziplin |
| ------------- | -------------------- | ---------- | --------- |
| 17. März 1972 | Madonna di Campiglio | Italien    | Slalom    |
| 18. März 1972 | Pra-Loup             | Frankreich | Slalom    |